# 和田哲 (アナウンサー)
和田 哲（わだ さとる、1966年7月2日 - ）は、NHKの元アナウンサー。

## 人物
千葉県松戸市出身。千葉県立東葛飾高等学校を経て、北海道大学法学部を卒業後、1990年に入局。
キャリア最後の仕事は、親族が居住している茨城県の水戸局となり、2025年6月でその役目を終えることを発表した。

## 担当番組
旭川放送局時代（1990年 - 1994年）
- イブニングネットワーク旭川
- 道北地方のニュース
- 北海道中ひざくりげ -旅人- 道北エリア

盛岡放送局時代
- イブニングネットワークいわて

札幌放送局時代
秋田放送局時代
- てれびこまち

室蘭放送局時代
- いぶりDAYひだか

甲府放送局時代
- 金曜山梨
- らじるラボ（朗読コーナー）
- ラジオ深夜便[注釈 1]
- Newsかいドキ

新潟放送局時代
- 新潟県のニュース
- 新潟ニュース845
- にいがたゆうどきラジオ

東京アナウンス時代
- アナウンス統括代理（デスク業務）

水戸放送局時代
- 茨城県のニュース
- いば6（中継リポート、メインキャスター不在時の代理など）
- 茨城ニュース845